# ايرونكا سيدان
ايرونكا سيدان (بالإنجليزية: Aeronca Sedan)‏ هي طائرة خفيفة، طائرة أحادية السطح وعالية الأجنحة بأربعة مقاعد. أنتجت في 1948 بالولايات المتحدة. من صناعة ايرونكا. كان أول طيران لها في 1947. دخلت الخدمة في 1947، صنع منها 561 طائرة.